# Ludwig von Preuschen
Ludwig Franz Edmund Freiherr von Preuschen von und zu Liebenstein (* 19. Juni 1875 in Langenschwalbach; † 13. Dezember 1964 in Koblenz) war ein deutscher Oberstleutnant, Ritter des Ordens Pour le Mérite und SS-Standartenführer.

## Leben

### Herkunft
Ludwig entstammte dem 2. Ast der I. Linie der Adelsfamilie von Preuschen, die mit dem Prädikat „von und zu Liebenstein“ am 28. Juli 1791 in den Reichsfreiherrnstand erhoben wurde. Er war der Sohn des preußischen Forstmeisters August Freiherr von Preuschen von und zu Liebenstein (1840–1913) und dessen Ehefrau Maria, geborene Edle von Neuwirth (1843–1908).

### Militärkarriere
Aus dem Kadettenkorps kommend wurde Preuschen am 7. März 1896 als Sekondeleutnant dem 2. Badischen Grenadier-Regiment „Kaiser Wilhelm I.“ Nr. 110 der Preußischen Armee überweisen. Von Mitte April 1899 bis Ende Juni 1902 war er Adjutant des III. Bataillons in Mannheim. In gleicher Eigenschaft wurde er von Oktober 1905 bis September 1908 zum Landwehrbezirk ebendort kommandiert und stieg Ende März 1906 zum Oberleutnant auf. Unter Beförderung zum Hauptmann erfolgte am 1. Oktober 1912 seine Ernennung zum Chef der 9. Kompanie.
Bei der Mobilmachung anlässlich des Ersten Weltkriegs war Preuschen Chef der MG-Kompanie seines Regiments. Bis zu seiner Verwundung Ende Oktober 1914 bei Lille in Nordfrankreich nahm er an den Kämpfen bei Mülhausen und Willern sowie den Schlachten in Lothringen und bei Arras teil. Nach Lazarettaufenthalt und Gesundung kehrte Preuschen zu seinem Regiment an die Westfront zurück und erhielt Anfang Februar 1915 das Kommando über das III. Bataillon. Dieses führte er bis Kriegsende u. a. in der Lorettoschlacht, in der Champagne, an der Somme, vor Verdun und bei Cambrai. Nachdem er bereits beide Klassen des Eisernen Kreuzes erhalten hatte, wurde er Ende November 1917 mit dem Ritterkreuz des Königlichen Hausordens von Hohenzollern mit Schwertern ausgezeichnet. In der Großen Schlacht in Frankreich übernahm Preuschen Ende März 1918 für den verwundeten Regimentskommandeur Major Wambold zeitweise die Führung des Regiments. Bei Saint-Quentin–La Fère gelang es ihm die englischen Stellungen zu durchbrechen. Dafür wurde er zur Verleihung des Pour le Mérite eingereicht, erhielt den Orden jedoch nicht. Erst für sein Wirken bei der Eroberung des Chemin des Dames am 27. Mai wurde ihm am 17. Juni 1918 durch AKO die höchste preußische Tapferkeitsauszeichnung verliehen.
Am 20. September 1918 avancierte Preuschen noch zum Major und führte nach dem Waffenstillstand von Compiègne seine Truppen in die Heimat zurück. Dort wurde er nach der Demobilisierung am 9. April 1920 auf sein Gesuch hin aus dem Militärdienst verabschiedet. Am 27. August 1939, dem sogenannten „Tannenbergtag“, erhielt er den Charakter als Oberstleutnant. 1938 wurde er im Dienstrang eines Obersturmbannführers (Oberstleutnant) in die SS aufgenommen (SS-Nummer 293.079), wurde wohl erst später Mitglied der NSDAP. sein letzter Dienstrang war 1944 SS-Standartenführer. In der Allgemeinen SS war er zuletzt beim Stab Oberabschnitt Rhein-Westmark.

### Familie
Preuschen heiratete am 30. Januar 1902 in Mannheim Gertrud Waltz (1879–1972). Aus der Ehe gingen die Söhne Gerhard-Helfrich (1902–1945), der spätere Landrat Rudolf (1906–2007) und Götz (1911–1936), mit weiterer Nachkommenschaft, hervor. Vom Vater hatte Ludwig von Preuschen noch die Funktion eines Fideikommissherrn des 2. Astes auf Liebenstein übernommen.